# Noapte pe insula Rodos
Noapte pe insula Rodos (în rusă Ночь на острове Родос, transliterat: Noci na ostrove Rodos) este o pictură în ulei realizată în anul 1850 de pictorul rus Ivan Aivazovski, după o călătorie efectuată împreună cu amiralul Fiodor Litke pe țărmurile Asiei Mici și în insulele grecești. Acest tablou se află expus la Muzeul Național de Artă al Republicii Belarus din orașul Minsk.
Acest tablou este un exemplu viu de peisaj nocturn din lucrările timpurii ale lui Aivazovski, pictor format la Școala de Belle Arte sub influența directă a curentului romantic. .

## Istoric
Ideea de a realiza această pictură i-a provenit lui Aivazovski după o excursie pe coasta Asiei Mici și în insulele Arhipelagului grecesc, pe care pictorul a făcut-o în primăvara anului 1845 împreună cu amiralul Fiodor Litke. Pe parcursul călătoriei, Aivazovski nu a pictat nimic, dar a făcut sute de schițe ale orașelor de pe coastele insulelor Creta și Chios, precum și schițe de peisaje din Constantinopol, care i-au servit mai târziu ca surse de inspirație pentru tablourile viitoare, inclusiv pentru „Noapte pe insula Rodos”. 
În conformitate cu tradiția sa de a picta peisaje marine, Aivazovski, deși își avea propriile schițe, a realizat imagini din memorie. 

## Descriere
Pictura Noapte pe insula Rodos prezintă reflecții luminoase neobișnuite pentru privitorii artei ruse. În această compoziție, ca și în cele mai multe lucrări ale lui Aivazovski, ies în evidență trei elemente: marea, cerul și lumina.  Lumina lunii înconjurate de nori este întreruptă de crestele valurilor, în care se observă sclipiri luminoase. De asemenea, se observă prezența unei bogate vegetații mediteranene.

## Altele
- În cadrul proiectului «Expoziție de pictură» din 6 ianuarie - 6 februarie 2010, pictura Noapte pe insula Rodos a fost expusă la Muzeul Național de Artă al Republicii Belarus.[2]